# Chertan
Chertan (von arabisch خراتان, DMG ḫarātān ‚zwei kleine Rippen‘) ist der Name des Sterns θ Leonis (Theta Leonis); im Sternbild Löwe. 
Chertan gehört der Spektralklasse A2V an und besitzt eine scheinbare Helligkeit von +3,33m. Er ist 170 Lichtjahre von der Sonne entfernt. Andere Namen: Chort („kleine Rippe“), Coxa („Hüfte“).